# Charles Morazé
Charles Morazé, né le 17 février 1913 à Lambersart et mort le 5 janvier 2003 à Paris, est un historien et homme politique français qui a grandement contribué à l'essor et l’institutionnalisation  des sciences humaines en France.

## Biographie

### Jeunesse et études
Fils d'un officier de l'armée française, Morazé a commencé ses études au lendemain de la Première Guerre mondiale au lycée français de Mayence, ville alors occupée. Il fait ses études supérieures à l'université de Paris. Il est reçu premier à l'agrégation d'histoire et géographie en 1936.

### Parcours professionnel
En 1941, Charles Morazé est recruté à l'École libre des sciences politiques pour enseigner l'histoire économique et sociale. Il donne cours au sein de l'année préparatoire, aux côtés de Jean-Jacques Chevallier, Pierre Renouvin et André Siegfried. 
Au printemps de l'année 1942, il est convoqué par le régime de Vichy pour devenir directeur de cabinet du chef de l'État, il conseille au maréchal Pétain de partir immédiatement pour Alger et d'y lancer un appel au général De Gaulle. À la Libération, il entre à l'École pratique des hautes études (4e section). C'est lui qui met en relation Lucien Febvre et la Fondation Rockefeller, contact qui permet d'aider au financement initial de la nouvelle 6e section de l'École Pratique des Hautes Études, instituée par décret du 3 novembre 1947. Dès 1948, Morazé est nommé à la 6e section, où sa direction d'études est consacrée à l'économie historique. Léon Blum le définit en 1948 comme « un des esprits les plus indépendants de ce temps ».
En 1958, lors du retour au pouvoir du général de Gaulle, il accepte d'occuper un poste de conseiller au cabinet du Président du Conseil. Il croit à terme à l'indépendance de l'Algérie et met un terme à cette collaboration dès le mois de septembre tout en conservant des relations cordiales avec le futur chef de l'État qu'il a essayé vainement de réconcilier avec Mendès-France.
Le fonds d'archives de Charles Morazé est conservé à la bibliothèque de la Fondation Maison des Sciences de l'Homme à Paris.

## Apports théoriques
Un des aspects de sa pensée théorique est d'avoir proposé des synthèses de domaines jusqu'alors pensés séparément (démographie, évolution des concepts en mathématiques, en économie capitalistique, en sciences…) et utilisés par des techniques nouvelles (cartes, diagrammes…) pour permettre de saisir, comprendre des mouvements historiques d'ensemble et lents. À contre-courant des études spécialisées des époques ou des lieux, qui sont alors contraintes d'élaborer une histoire sur des événements, Charles Morazé, servi par une culture encyclopédique, propose des rapprochements inédits, voire étonnants. Sa vision de l'évolution historique serait ainsi qualifiable 'de structuraliste', à en croire sa propension à réduire rapidement ses observations à un petit nombre de principes, comme autant d'invariants de la nature humaine.

## Contributions en France
- Codirecteur des Annales : 1946
- Fondation des sciences politiques.
- Fondation Maison des sciences de l'homme (1966) : Membre fondateur.
- École des Hautes Études en Sciences sociales (1948) : Créateur.
- Département d'humanités et sciences sociales de l'École polytechnique (1968) : Créateur.
- Institut du développement économique et sociale de l'université de Paris (Panthéon-Sorbonne) : Directeur
- Commission internationale pour une histoire du développement scientifique et culturel (UNESCO).
- Commission Nationale pour les études et les recherches Interéthniques : Président (1994).
- Membre du comité de direction du Centre culturel international de Royaumont

## Publications

### Ouvrages
- Introduction à l'histoire économique", A. Colin, 1943; 2e éd., 1948; 3e éd., 1952
- La France Bourgeoise. XVIIIe – XXe siècles, A. Colin, 1946; 2e éd., 1947; 3e éd., 1952
- "Trois essais sur histoire et culture", dans Cahiers des annales 2, Librairie Armand Colin, 1948
- Géographie économique et humaine de la France, Paris, Les Cours de droit, 1948
- Essai sur la Civilisation d’Occident. I. L'homme, A. Colin, 1950
- 'Les trois âges du Brésil', dans les Cahiers de la fondation nationale des sciences politiques, n°51, Librairie Armand Colin, 1954
- L’époque contemporaine 1852 - 1948 (Nouveau cours d’histoire - Philosophie, mathématiques, sciences expérimentales), Ch. Morazé et Philippe Wolff, Librairie Armand Colin, 1955
- Les Français et la république, Librairie Armand Colin, 1956, Cahiers de la Fondation nationale des Sciences Politiques, n°79, 344 p.
- Les bourgeois conquérants, A. Colin, 1957; rééd., tome 1 : La Montée en puissance 1780-1848", Editions Complexe, 1999,  (ISBN 2-87027-150-6); tome 2: À la conquête du monde 1848-1890, Editions Complexe, 2000,  (ISBN 2-87027-151-4)* Un historien engagé: Mémoires, Ed.: Fayard, 2007,  (ISBN 2-213-63257-X)
- Les révolutions 1789 - 1851 Nouveau cours d’histoire - Classe de première Charles Morazé et Philippe Wolff, Librairie Armand Colin, Paris, 1957
- La logique de l’histoire, Ed. Gallimard NRF, 1967
- La science et les facteurs de l’inégalité, UNESCO, Paris, 1979
- Les origines sacrées des sciences modernes, Ed.: Fayard, 1986,  (ISBN 2-213-01711-5)
- Le général de Gaulle et la république, Ed.: Flammarion, 1993, coll.: Vieux Fonds Fic,  (ISBN 2-08-060559-3)
- Charles Morazé. Un historien engagé. Mémoires, Fayard, 2007

### Introduction
- Le génie du XIXe siècle, introduction du vol. 3 de l'Histoire générale des sciences de René Taton, éditée aux P.U.F. (Ed. : 1961, 1981, 1995)

## Pour découvrir la genèse de son œuvre et s'initier à sa pensée
- "La logique dans l'histoire", entretiens avec Charles Morazé. Cassette VHS (125 mm), volume no 3 (1994) de la collection Savoir et Mémoire dirigée par Marc Ferro ( Assortie d'une notice  de 60 pages, avec illustrations).